# 신데렐라 스토리: 원스 어폰 어 송
《신데렐라 스토리: 원스 어폰 어 송》(영어: A Cinderella Story: Once Upon a Song)은 미국에서 제작된 데이먼 샌토스테퍼노 감독의 2011년 십대 코미디 뮤지컬 영화이다. 서사상 관련은 없는 《신데렐라 스토리 2》(2008)의 속편이며, 신데렐라 스토리 시리즈 세 번째 작품이다. 루시 헤일, 프레디 스트로마, 메건 파크, 맷 린츠, 미시 파일 등이 출연하였다.
《신데렐라 스토리: 이프 더 슈 피츠》(2016)로 이어진다.

## 출연
- 루시 헤일
- 프레디 스트로마
- 미시 파일
- 메건 파크
- 맷 린츠
- 재슬린 완림
- 마누 나라얀
- 디크란 툴레인
- 루시 대븐포트